# Lima Campos
Lima Campos là một đô thị thuộc bang Maranhão, Brasil. Đô thị này có diện tích 321,932 km², dân số năm 2007 là 11373 người, mật độ 35,33 người/km².